# جوزيف فرينش جونسون
جوزيف فرينش جونسون (بالإنجليزية: Joseph French Johnson)‏ هو اقتصادي وصحفي أمريكي، ولد في 24 أغسطس 1853 في Hardwick, Massachusetts ‏ في الولايات المتحدة، وتوفي في 1925.